# Feline
Feline – siódmy  studyjny album zespołu The Stranglers, wydany w 1983 roku, nakładem wydawnictwa Epic Records. Na rynku ukazał się 1 stycznia. Producentem płyty był Steve Churchyard. Album zajął 4. miejsce na brytyjskiej liście sprzedaży UK Albums Chart.

## Utwory
1. „Midnight Summer Dream” – 6:12
2. „It's a Small World” – 4:34
3. „Ships That Pass in the Night” – 4:06
4. „European Female (In Celebration Of)” – 3:58
5. „Let's Tango in Paris” – 3:12
6. „Paradise” – 3:46
7. „All Roads Lead to Rome” – 3:50
8. „Blue Sister” – 3:57
9. „Never Say Goodbye” – 4:10

Bonusy CD
1. „Savage Breast” – 3:18
2. „Pawsher” – 4:57
3. „Permission” – 4:53
4. „Midnight Summer Dream” / „European Female (Live)” – 10:18
5. „Vladimir and Olga” – 3:54
6. „Aural Sculpture Manifesto” – 3:20

## Single z albumu
- „European Female” UK # 9[5]
- „Midnight Summer Dream” UK # 35[6]
- „Paradise” UK # 48[7]

## Muzycy
- Jean-Jacques Burnel – gitara basowa, śpiew
- Hugh Cornwell – śpiew, perkusja
- Dave Greenfield – instrumenty klawiszowe, śpiew
- Jet Black – perkusja